# T-Systems Polska
T-Mobile Polska Business Solutions sp. z o.o. – spółka zależna T-Mobile Polska mająca swoje siedziby we Wrocławiu i Warszawie.
T-Mobile Polska Business Solutions sp. z o.o. funkcjonuje od roku 1998, kiedy pod marką Debis Systemhaus oferowała usługi na polskim rynku. Po fuzji z T-Systems, polska jednostka biznesowa kierowała realizacją globalnych projektów outsourcingowych oraz międzynarodowych, hurtowych usług telekomunikacyjnych.
Zgodnie z umową podpisaną 1 września 2017 roku, 100 procent udziałów w spółce T-Mobile Polska Business Solutions sp. z o.o. nabył T-Mobile Polska.